# Trouy
Trouy est une commune française située dans le département du Cher en région Centre-Val de Loire.

## Géographie
La commune a une configuration particulière avec deux groupes principaux d'habitat distants de 7 km reliés par la Départementale D2144 et séparés par l'autoroute A71 et la rocade de Bourges Nationale N142 : Trouy Bourg, village historique et Trouy Nord, lotissements récents, accolés à Bourges. Trouy a tissé des liens particuliers avec la ville de La Faute-sur-Mer, qui a été particulièrement touchée par la tempête Xynthia de février 2010.

### Climat
Pour des articles plus généraux, voir Climat du Centre-Val de Loire et Climat du Cher.
En 2010, le climat de la commune est de type climat océanique dégradé des plaines du Centre et du Nord, selon une étude du CNRS s'appuyant sur une série de données couvrant la période 1971-2000. En 2020, Météo-France publie une typologie des climats de la France métropolitaine dans laquelle la commune est exposée à un climat océanique altéré et est dans la région climatique  Centre et contreforts nord du Massif Central, caractérisée par un air sec en été et un bon ensoleillement. 
Pour la période 1971-2000, la température annuelle moyenne est de 11,1 °C, avec une amplitude thermique annuelle de 15,6 °C. Le cumul annuel moyen de précipitations est de 739 mm, avec 11,6 jours de précipitations en janvier et 7,3 jours en juillet. Pour la période 1991-2020, la température moyenne annuelle observée sur la station météorologique la plus proche, située sur la commune de Bourges à 9 km à vol d'oiseau, est de 12,1 °C et le cumul annuel moyen de précipitations est de 742,7 mm,. Pour l'avenir, les paramètres climatiques de la commune estimés pour 2050 selon différents scénarios d'émission de gaz à effet de serre sont consultables sur un site dédié publié par Météo-France en novembre 2022.

## Urbanisme

### Typologie
Au 1er janvier 2024, Trouy est catégorisée bourg rural, selon la nouvelle grille communale de densité à 7 niveaux définie par l'Insee en 2022.
Elle appartient à l'unité urbaine de Trouy, une unité urbaine monocommunale constituant une ville isolée,. Par ailleurs la commune fait partie de l'aire d'attraction de Bourges, dont elle est une commune de la couronne,. Cette aire, qui regroupe 111 communes, est catégorisée dans les aires de 50 000 à moins de 200 000 habitants,.

### Occupation des sols
L'occupation des sols de la commune, telle qu'elle ressort de la base de données européenne d’occupation biophysique des sols Corine Land Cover (CLC), est marquée par l'importance des territoires agricoles (88,1 % en 2018), en diminution par rapport à 1990 (92,1 %). La répartition détaillée en 2018 est la suivante : 
terres arables (87,7 %), zones urbanisées (9,2 %), zones industrielles ou commerciales et réseaux de communication (1,9 %), forêts (0,8 %), zones agricoles hétérogènes (0,5 %).
L'évolution de l’occupation des sols de la commune et de ses infrastructures peut être observée sur les différentes représentations cartographiques du territoire : la carte de Cassini (XVIIIe siècle), la carte d'état-major (1820-1866) et les cartes ou photos aériennes de l'IGN pour la période actuelle (1950 à aujourd'hui).

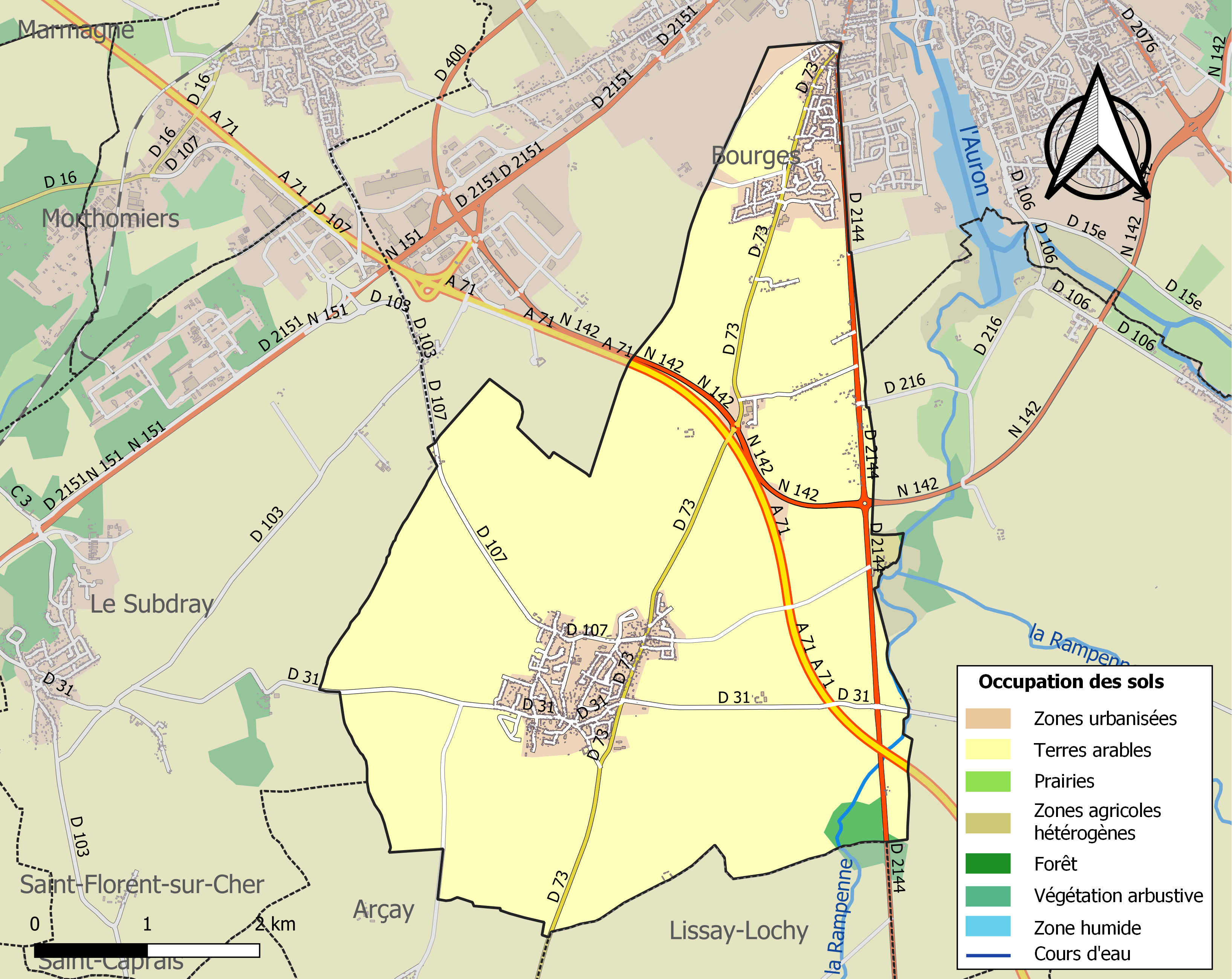
Carte des infrastructures et de l'occupation des sols de la commune en 2018 (CLC).

### Risques majeurs
Le territoire de la commune de Trouy est vulnérable à différents aléas naturels : météorologiques (tempête, orage, neige, grand froid, canicule ou sécheresse), mouvements de terrains et séisme (sismicité faible). Il est également exposé à un risque technologique,  le transport de matières dangereuses. Un site publié par le BRGM permet d'évaluer simplement et rapidement les risques d'un bien localisé soit par son adresse soit par le numéro de sa parcelle.

#### Risques naturels

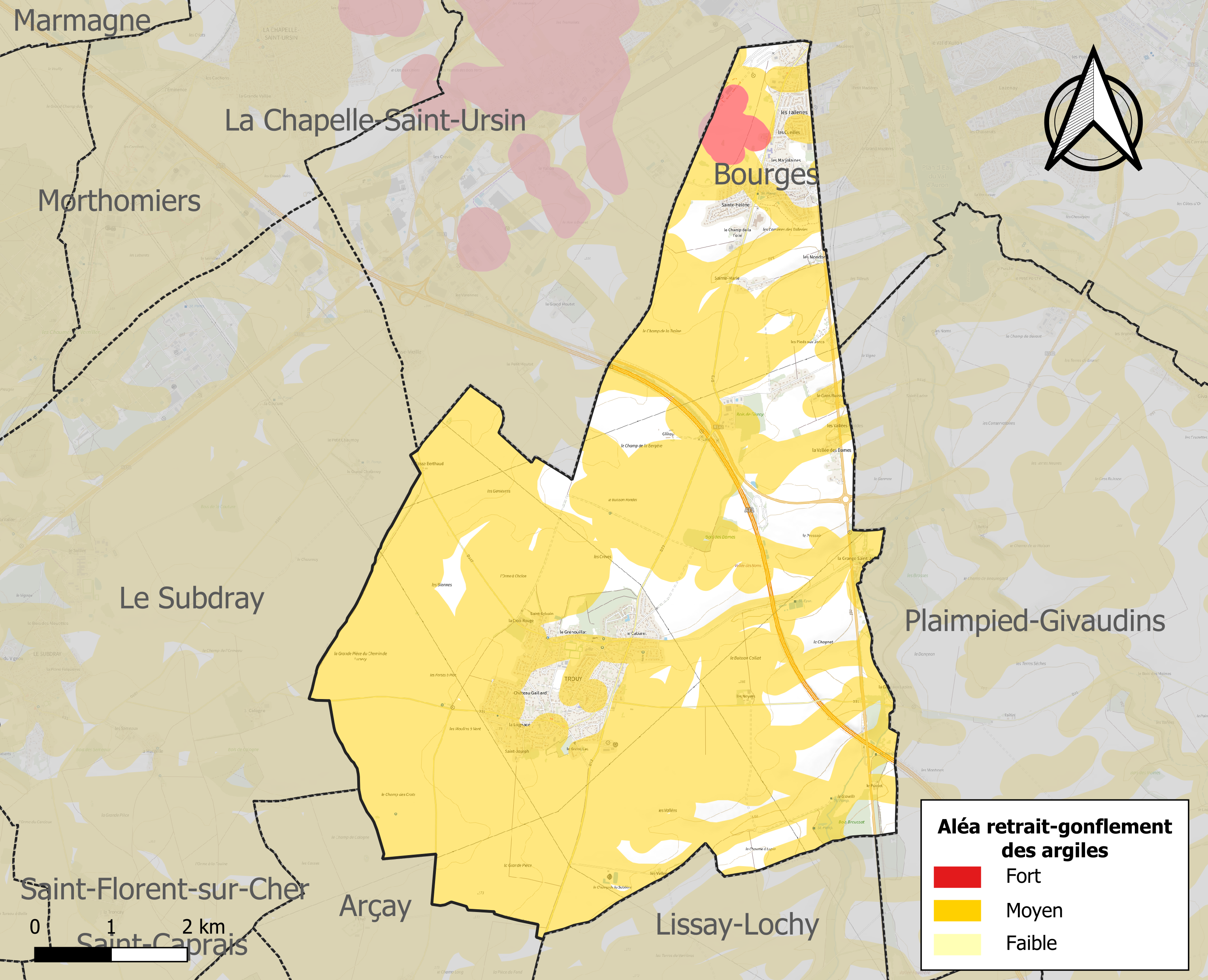
Carte des zones d'aléa retrait-gonflement des sols argileux de Trouy.

La commune est vulnérable au risque de mouvements de terrains constitué principalement du retrait-gonflement des sols argileux. Cet aléa est susceptible d'engendrer des dommages importants aux bâtiments en cas d’alternance de périodes de sécheresse et de pluie. 78,6 % de la superficie communale est en aléa moyen ou fort (90 % au niveau départemental et 48,5 % au niveau national). Sur les 1 682 bâtiments dénombrés sur la commune en 2019, 850 sont en aléa moyen ou fort, soit 51 %, à comparer aux 83 % au niveau départemental et 54 % au niveau national. Une cartographie de l'exposition du territoire national au retrait gonflement des sols argileux est disponible sur le site du BRGM,.
Concernant les mouvements de terrains, la commune a été reconnue en état de catastrophe naturelle au titre des dommages causés par la sécheresse en 2011, 2018 et 2019 et par des mouvements de terrain en 1999.

#### Risques technologiques
Le risque de transport de matières dangereuses sur la commune est lié à sa traversée par des infrastructures routières ou ferroviaires importantes ou la présence d'une canalisation de transport d'hydrocarbures. Un accident se produisant sur de telles infrastructures est en effet susceptible d’avoir des effets graves au bâti ou aux personnes jusqu’à 350 m, selon la nature du matériau transporté. Des dispositions d’urbanisme peuvent être préconisées en conséquence.

## Toponymie
In pago Biturigo, in vicaria Lavatense, in villa Tresgolio, 1017 (Cartulaire de Saint-Sulpice de Bourges, charte 32, p. 86) ; Ecclesia Sancti Petri de Trohi en 1138, Ecclesia de Troe en 1218.
D'un composé *Trogiacum, basé sur le nom de personne gallo-roman Trogius (cf. Troyon, Truyes) suivi du suffixe -acum : le domaine de Trogius.
La forme Tresgolio est une variante sur le même nom de personne avec l'appellatif d'origine gauloise -ialo, clairière, champ. Elle témoigne peut-être de la coexistence de deux formes parallèles comme on le rencontre parfois en toponymie.

## Histoire
Le chapitre de Montermoyen de Bourges datant de 1017 est la plus ancienne mention connue. Le Séminaire de Bourges après la suppression de ce chapitre par décret du 9 janvier 1674 de l'archevêque de Bourges.[pas clair]

### Seconde Guerre mondiale

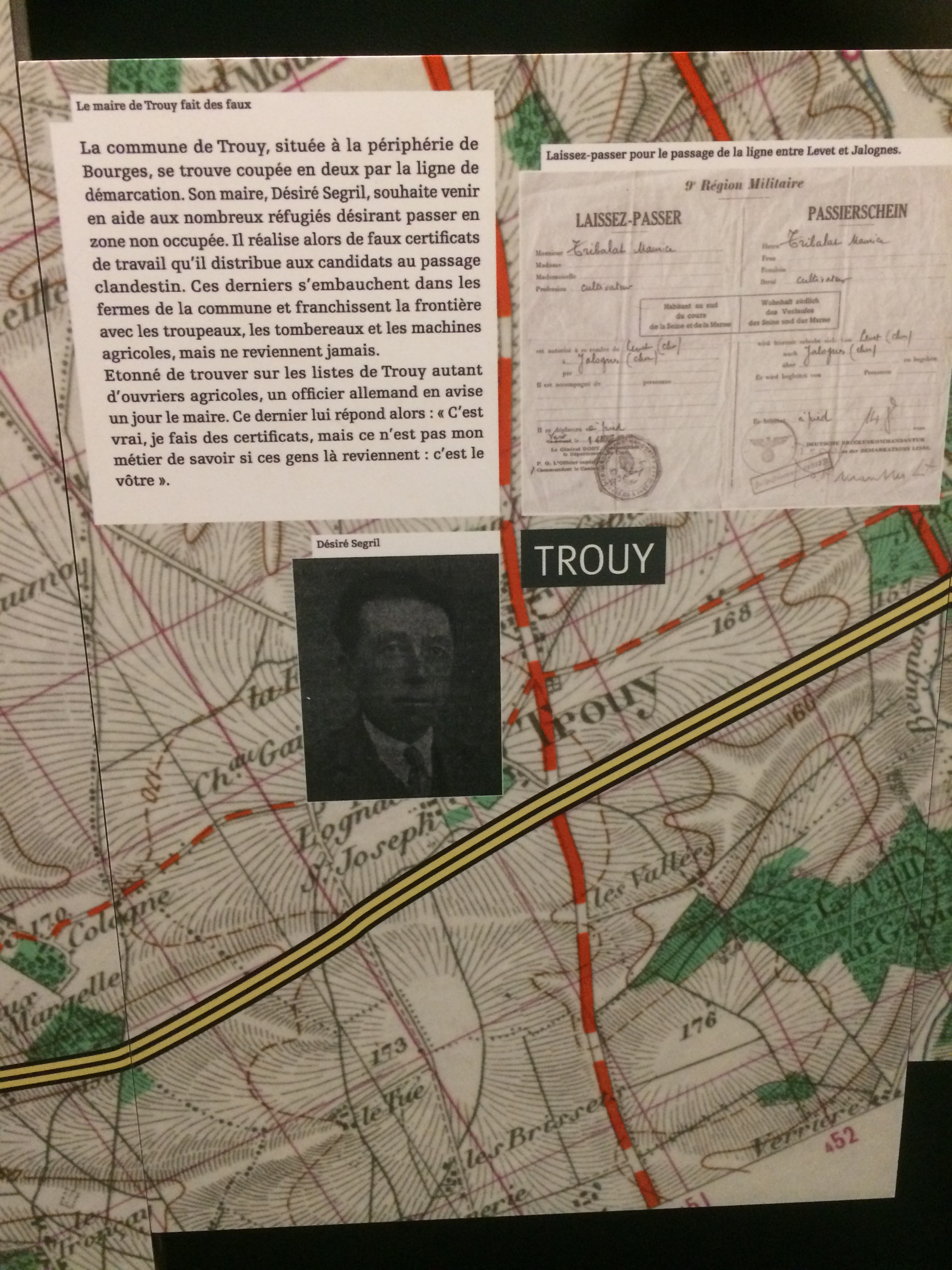
Photo de la ligne de démarcation au niveau de la ville de Trouy (Cher) avec l'article sur Mr Segril. Musée de la Résistance et de la Déportation de Bourges.

Durant la Seconde Guerre mondiale, la ligne de démarcation coupait Trouy-bourg en deux parties : l'agglomération se trouvait en zone occupée et la partie plus au sud en zone libre. Les zones de passage étaient installées au croisement de la route d’Arçay et du Subdray ainsi qu’au croisement de celle Plaimpied et celle d’Arçay.
La mairie et l’école se situaient en zone occupée. Pour traverser la ligne, les enfants habitant en zone libre et se rendant à l'école devaient disposer d'un ausweis et les adultes devaient posséder un certificat de travail, documents délivrés par la Kommandantur située au château Rozé. Le maire de Trouy, Désiré Segril, faisait également de faux certificats de travail afin que des réfugiés puissent légalement passer la ligne de démarcation et fuir. À un soldat allemand étonné de voir autant d'ouvriers agricoles dans le village, le maire lui dit : « C’est vrai, je fais des certificats, mais ce n’est pas mon métier de savoir si ces gens là reviennent c’est le vôtre ».
Les documents étant difficiles à obtenir, les passages clandestins se sont développés. Seul le passage par les champs était possible, le village n'ayant ni forêts ni rivière.
Le 9 octobre 1941, des militaires allemands ont tiré de nombreux coups de feu sur un civil car il voulait passer la ligne de démarcation illégalement. Son identité reste inconnue mais son pardessus, sa veste et sa valise ont été retrouvés. Il a réussi à passer dans la zone libre mais on ne sait pas s'il a survécu.
En 1950, le préfet du Cher et la section du Cher de l'Union nationale des évadés de guerre demandent que plusieurs communes du département puissent recevoir la croix de guerre de 1939- 1945, dont la ville de Trouy, afin de récompenser les habitants qui ont eu une activité de passeur.
Des panneaux informatifs portant sur le passage de la ligne de démarcation sont implantés dans les communes concernées, dont Trouy.

### Époque contemporaine
Une météorite s'est écrasée sur le territoire de la commune le 25 janvier 2008. Recherchée activement par une partie de la population et notamment les agriculteurs, la météorite n'a à ce jour jamais été retrouvée malgré les importants efforts d'investigation menés par Bart Boonman (voir la une du Berry républicain du lendemain de la chute).

## Politique et administration

### Tendances politiques et résultats
| Scrutin             | Scrutin             | 1er tour | 1er tour | 1er tour | 1er tour | 1er tour  | 1er tour | 1er tour | 1er tour | 1er tour | 1er tour | 1er tour | 1er tour | 2d tour | 2d tour | 2d tour | 2d tour | 2d tour | 2d tour |
| Scrutin             | Scrutin             | 1er      | 1er      | %        | 2e       | 2e        | %        | 3e       | 3e       | %        | 4e       | 4e       | %        | 1er     | 1er     | %       | 2e      | 2e      | %       |
| ------------------- | ------------------- | -------- | -------- | -------- | -------- | --------- | -------- | -------- | -------- | -------- | -------- | -------- | -------- | ------- | ------- | ------- | ------- | ------- | ------- |
| Présidentielle 2017 | Présidentielle 2017 |          | EM       | 29,11    |          | FN        | 20,33    |          | LFI      | 20,04    |          | LR       | 15,37    |         | EM      | 68,70   |         | FN      | 31,30   |
| Présidentielle 2022 | Présidentielle 2022 |          | LREM     | 32,61    |          | RN        | 24,69    |          | LFI      | 19,04    |          | REC      | 5,46     |         | LREM    | 59,74   |         | RN      | 40,26   |
| Législatives 2022   | 3e                  |          | HOR-Ens  | 36,89    |          | LFI-Nupes | 26,57    |          | RN       | 22,82    |          | LR       | 4,90     |         | HOR     | 60,17   |         | RN      | 39,83   |
| Législatives 2024   | 3e                  |          | RN       | 38,10    |          | HOR-Ens   | 32,34    |          | LFI-NFP  | 21,15    |          | LR       | 5,85     |         | HOR     | 58,91   |         | RN      | 41,09   |

### Liste des maires
| Période                                  | Période   | Identité           | Étiquette | Qualité                       |
| ---------------------------------------- | --------- | ------------------ | --------- | ----------------------------- |
| mars 1977                                | juin 1995 | Jean-Marie Truchot | PCF       |                               |
| juin 1995                                | mai 2020  | Gérard Santosuosso | PRG       | Médecin                       |
| mai 2020                                 | En cours  | Franck Breteau,    | DVD       | Cadre de la fonction publique |
| Les données manquantes sont à compléter. |           |                    |           |                               |

## Démographie
L'évolution du nombre d'habitants est connue à travers les recensements de la population effectués dans la commune depuis 1793. Pour les communes de moins de 10 000 habitants, une enquête de recensement portant sur toute la population est réalisée tous les cinq ans, les populations de référence des années intermédiaires étant quant à elles estimées par interpolation ou extrapolation. Pour la commune, le premier recensement exhaustif entrant dans le cadre du nouveau dispositif a été réalisé en 2006.

En 2022, la commune comptait 4 034 habitants, en évolution de +1,71 % par rapport à 2016 (Cher : −2,48 %, France hors Mayotte : +2,11 %).
| 1793 | 1800 | 1806 | 1821 | 1831 | 1836 | 1841 | 1846 | 1851 |
| ---- | ---- | ---- | ---- | ---- | ---- | ---- | ---- | ---- |
| 601  | 389  | 396  | 396  | 556  | 549  | 525  | 588  | 659  |

| 1856 | 1861 | 1866 | 1872 | 1876 | 1881 | 1886 | 1891 | 1896 |
| ---- | ---- | ---- | ---- | ---- | ---- | ---- | ---- | ---- |
| 733  | 767  | 782  | 687  | 731  | 740  | 745  | 691  | 683  |

| 1901 | 1906 | 1911 | 1921 | 1926 | 1931 | 1936 | 1946 | 1954 |
| ---- | ---- | ---- | ---- | ---- | ---- | ---- | ---- | ---- |
| 645  | 642  | 677  | 683  | 627  | 592  | 659  | 609  | 603  |

| 1962 | 1968 | 1975  | 1982  | 1990  | 1999  | 2006  | 2011  | 2016  |
| ---- | ---- | ----- | ----- | ----- | ----- | ----- | ----- | ----- |
| 697  | 785  | 2 132 | 2 845 | 2 877 | 2 978 | 3 797 | 3 819 | 3 966 |

| 2021  | 2022  | - | - | - | - | - | - | - |
| ----- | ----- | - | - | - | - | - | - | - |
| 4 005 | 4 034 | - | - | - | - | - | - | - |

## Vie locale

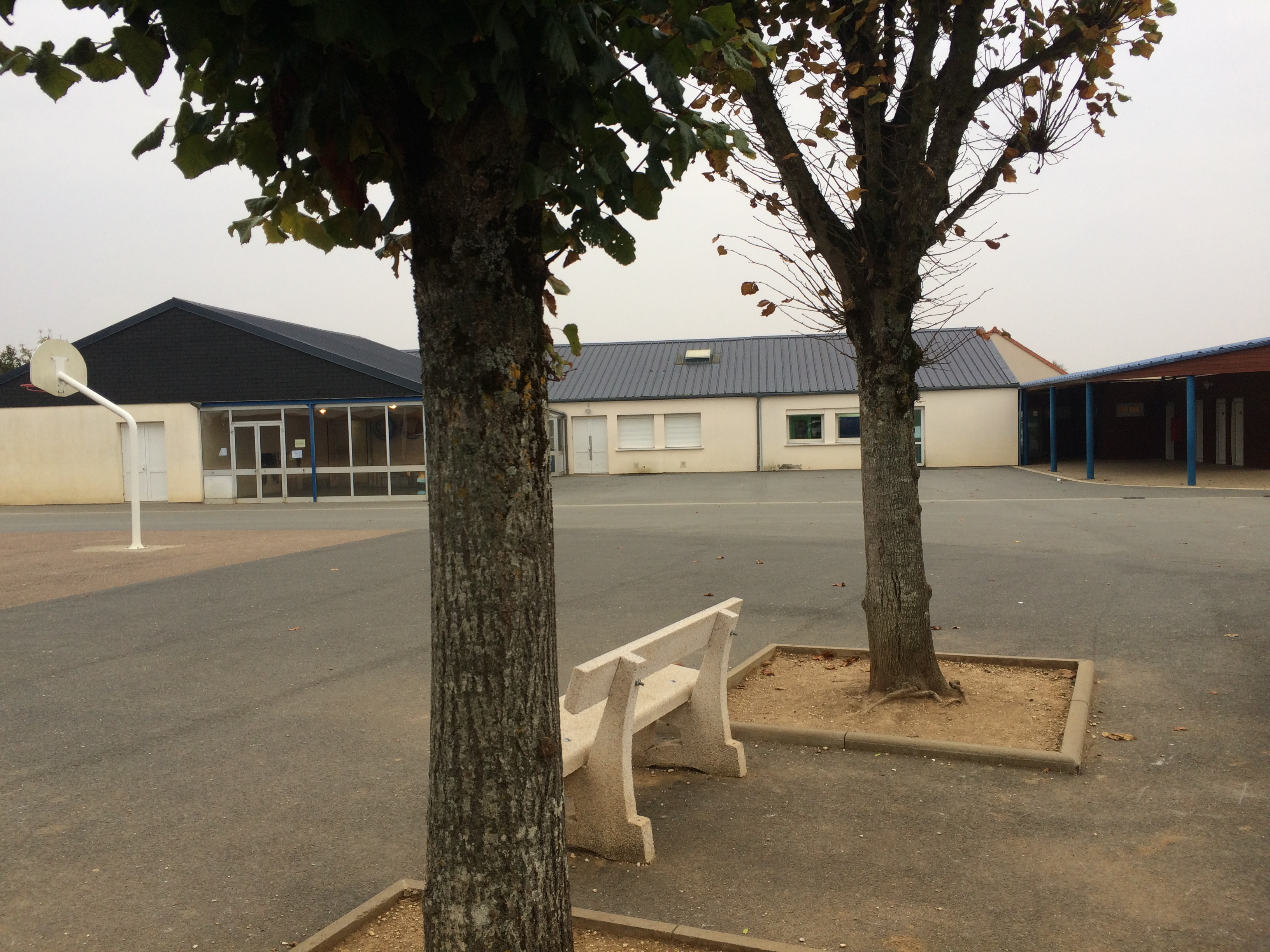
Ecole élémentaire des Talleries à Trouy Nord

### Enseignement
La commune compte écoles maternelles et primaires.

### Santé

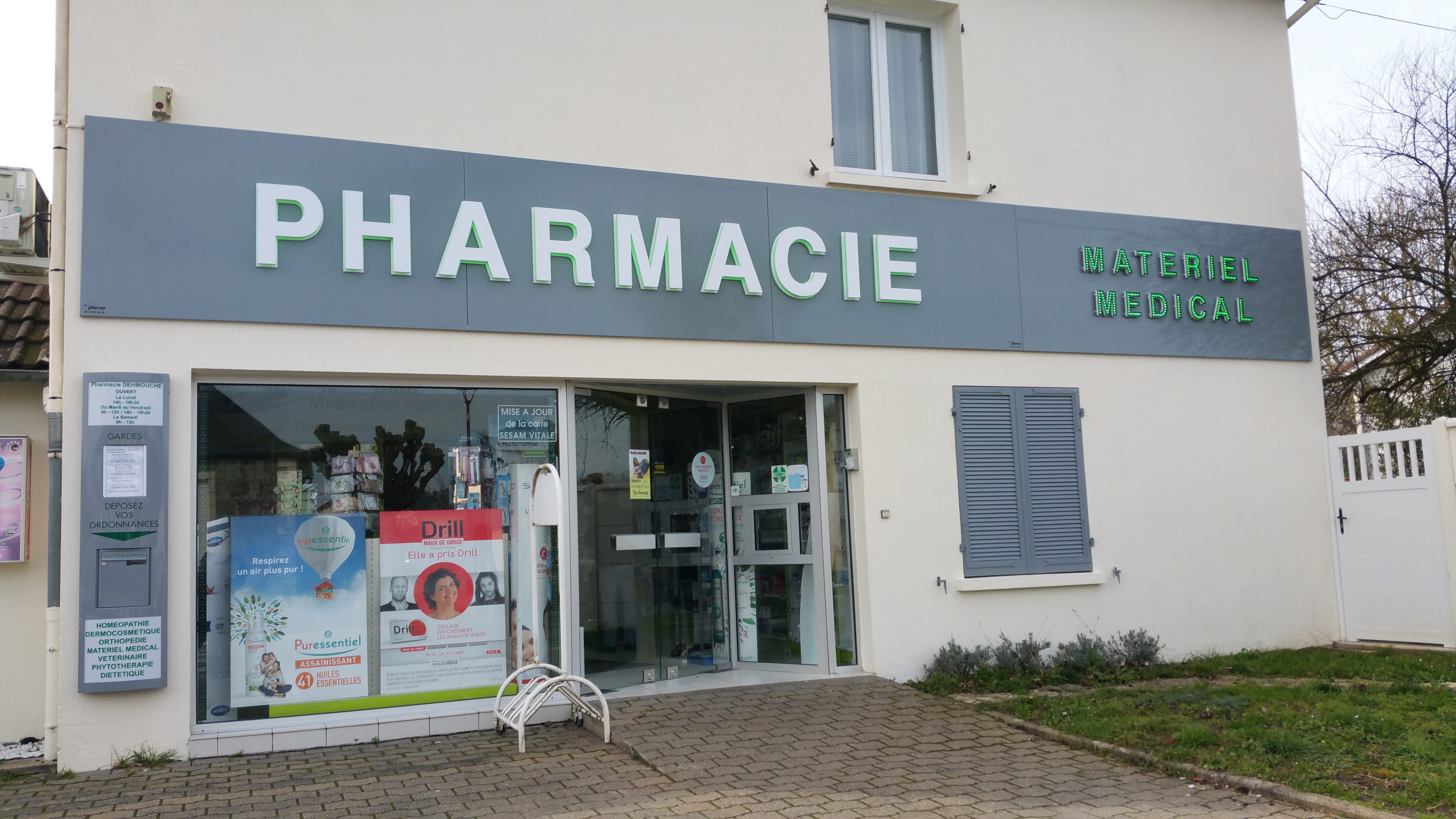
Pharmacie de Trouy Bourg face à la mairie

La commune dispose d'un cabinet médical et d'une pharmacie.

### Équipements sportifs

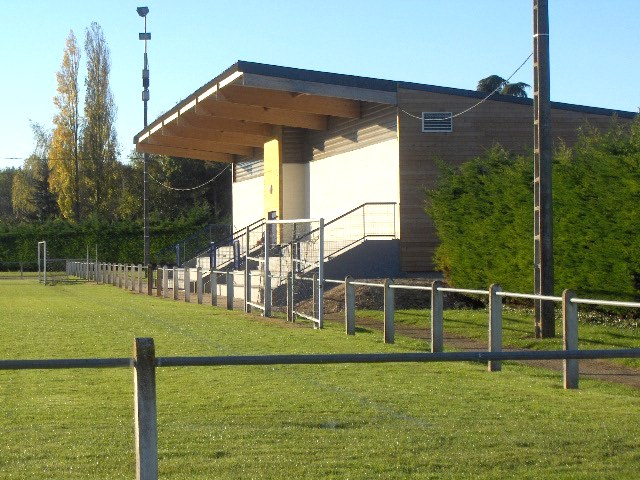
Les tribunes de l'ES Trouy.

La commune dispose de multiples équipements sportifs, comprenant 9 boulodromes, 2 courts de tennis, un équipement de cyclisme, 2 plateaux EPS, un skate parc et terrain de vélo freestyle, 2 terrains de grand jeux, et divers équipements sportifs de nature, une 1 salle multisport, 2 City stades et un stade de foot
- Manifestations : la fête des voisins, la fête de la musique, le Téléthon, la remise des dictionnaires aux CM2, la fête des bébés, la fête des flots au mois de septembre.
- Ville fleurie : dans son palmarès 2016, le Conseil National des Villes et Villages Fleuris de France a attribué deux fleurs à la commune au Concours des villes et villages fleuris[30]. En 1995 le 12e prix des maisons fleuries a été attribué à un habitant de Trouy Talleries.

### Transports
Trouy est desservie par la ligne de bus 22 (https://files.agglobus.com/s3fs-public/documents/Plan%20ligne_22%20Nation%20-%20Trouy.pdf?VersionId=_DRPYmCVuhn0Zp.cqflj.a0eJPGInubU) du réseau AggloBus de l'agglomération de Bourges.

## Culture locale et patrimoine

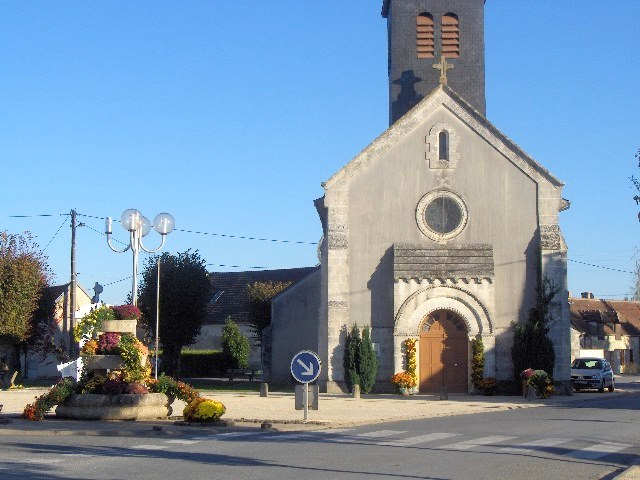
L'église Saint-Pierre.

### Lieux et monuments
- L'église Saint-Pierre, datant du XIIe et rénovée au XIXe.
- Le château Rozé.
- Le château du grand Lac.

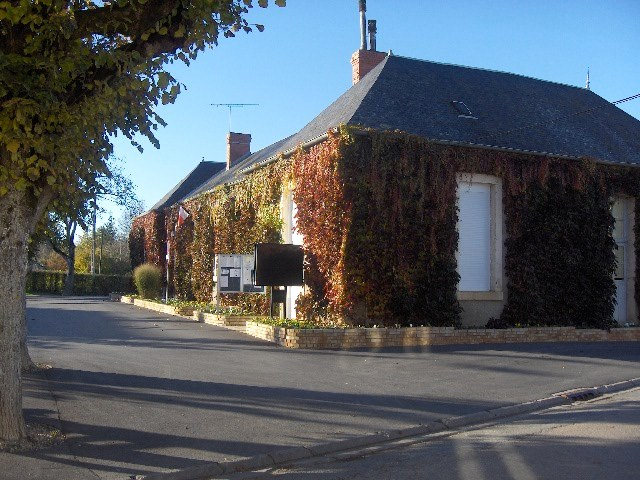
Mairie
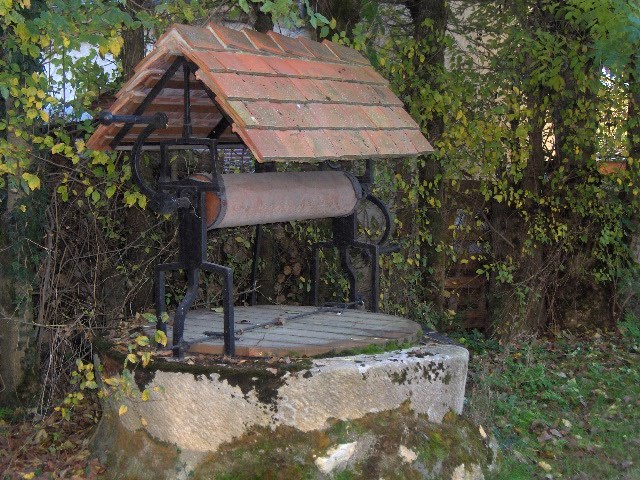
Puits, rue du Mai
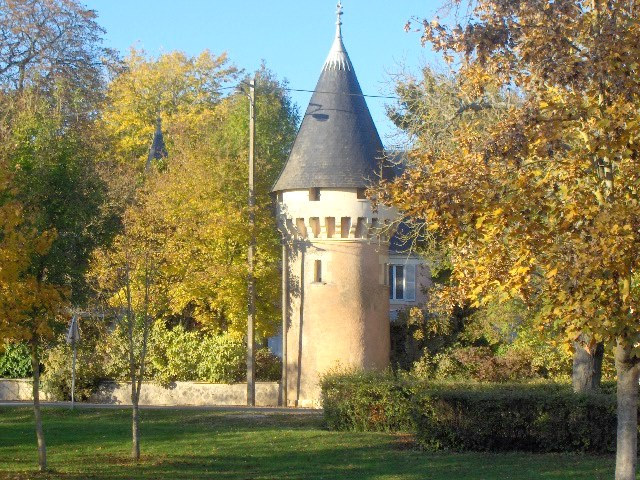
Château rosé
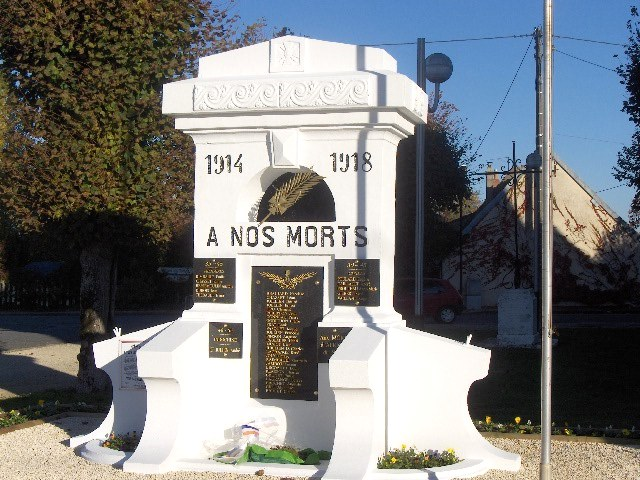
Monument aux morts
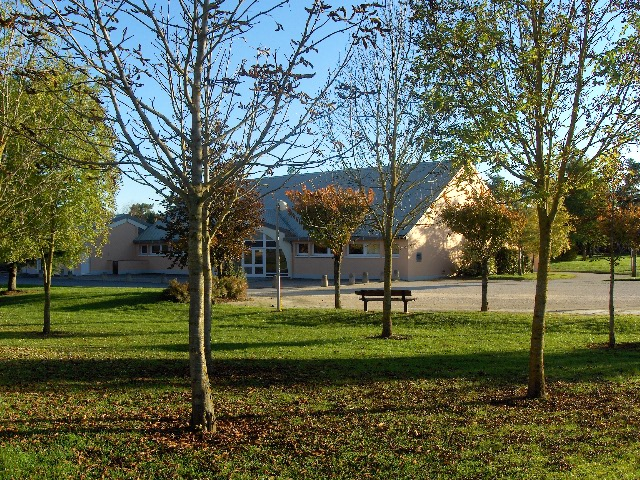
Maison du temps libre
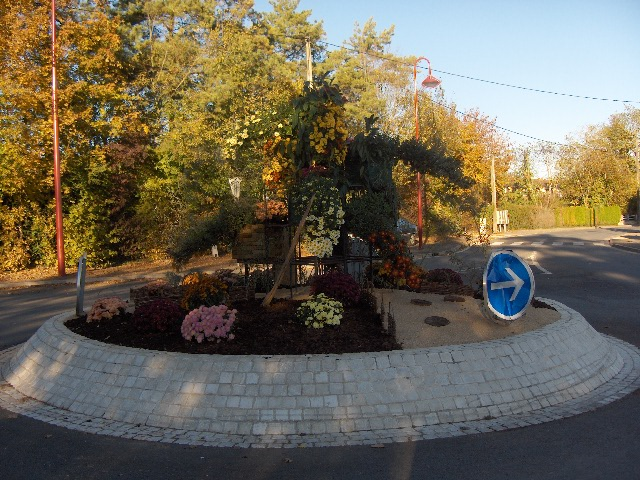
Décorations Toussaint

### Héraldique
| Blason de Trouy | Les armes de Trouy se blasonnent ainsi : D'azur au chef-pal cousu de gueules chargé en chef d'un puits d'argent maçonné de sable, accosté de deux roses d'or et en pal d'une clef du même. |